# Edwin Gyasi
Edwin Gyasi (uitgesproken: Djessie) (Amsterdam, 1 juli 1991) is een Nederlands-Ghanees voetballer die doorgaans als aanvaller speelt.  Gyasi debuteerde in 2017 in het Ghanees voetbalelftal.

## Clubcarrière
Gyasi doorliep de gehele jeugdopleiding van AZ waar hij onder contract stond bij tot 2012. In 2011, na een disciplinaire maatregel, besloten speler en club in goed overleg tot ontbinding van het contract. Voordat hij bij AZ kwam speelde hij bij de jeugd van CTO '70 en daarna nog bij AFC. Gyasi werd in het seizoen 2010/11 door de Alkmaarders verhuurd aan Telstar waar hij op 13 augustus 2010 tegen BV Veendam zijn debuut maakte in het betaalde voetbal.
In januari 2012 sloot hij op amateurbasis aan bij De Graafschap waar hij in het belofteteam begon. In april 2012 tekende hij een tweejarig contract bij FC Twente. In zijn eerste jaar kwam Gyasi dertienmaal in actie voor de ploeg en maakte daarin één doelpunt. Na zijn eerste seizoen bij de club maakte hij in de zomer van 2013 de overstap naar Heracles Almelo, waar hij een meerjarig contract tekende. In januari 2015 tekende hij een contract voor 2,5 seizoen bij Roda JC Kerkrade.
In maart 2016 stapte hij over naar het Noorse Aalesunds FK. De vleugelaanvaller kwam sinds de aankoop van diverse spelers in de winterstop niet meer in actie bij Roda JC. Bij Aalesunds FK tekende de spits een driejarig contract. Hij verruilde begin 2018 Aalesunds voor CSKA Sofia dat hem in 2019 verhuurde aan FC Dallas. In 2020 ging hij naar het Turkse Samsunspor.

## Clubstatistieken
| Seizoen         | Club             | Competitie      | Competitie | Competitie | Beker | Beker | Internationaal | Internationaal | Overig | Overig | Totaal | Totaal |
| Seizoen         | Club             | Competitie      | Wed.       | Dlp.       | Wed.  | Dlp.  | Wed.           | Dlp.           | Wed.   | Dlp.   | Wed.   | Dlp.   |
| --------------- | ---------------- | --------------- | ---------- | ---------- | ----- | ----- | -------------- | -------------- | ------ | ------ | ------ | ------ |
| 2010/11         | AZ               | Eredivisie      | 0          | 0          | 0     | 0     | 0              | 0              | 0      | 0      | 0      | 0      |
| 2010/11         | → Telstar        | Eerste divisie  | 29         | 3          | 2     | 0     | 0              | 0              | 0      | 0      | 31     | 3      |
| 2011/12         | De Graafschap    | Eredivisie      | 1          | 0          | 0     | 0     | 0              | 0              | 0      | 0      | 1      | 0      |
| 2012/13         | FC Twente        | Eredivisie      | 13         | 1          | 2     | 0     | 1              | 0              | 0      | 0      | 16     | 1      |
| 2013/14         | Heracles Almelo  | Eredivisie      | 2          | 0          | 0     | 0     | 0              | 0              | 0      | 0      | 2      | 0      |
| 2014/15         | Heracles Almelo  | Eredivisie      | 3          | 0          | 0     | 0     | 0              | 0              | 0      | 0      | 3      | 0      |
| 2014/15         | Roda JC Kerkrade | Eerste divisie  | 12         | 2          | 2     | 1     | 0              | 0              | 3      | 0      | 17     | 3      |
| 2015/16         | Roda JC Kerkrade | Eredivisie      | 18         | 1          | 3     | 0     | 0              | 0              | 0      | 0      | 21     | 1      |
| 2015/16         | Aalesunds FK     | Eliteserien     | 26         | 6          | 2     | 0     | 0              | 0              | 0      | 0      | 28     | 6      |
| 2016/17         | Aalesunds FK     | Eliteserien     | 27         | 6          | 2     | 0     | 0              | 0              | 0      | 0      | 29     | 6      |
| 2017/18         | CSKA Sofia       | Parva Liga      | 10         | 1          | 2     | 0     | 0              | 0              | 0      | 0      | 12     | 1      |
| 2018/19         | CSKA Sofia       | Parva Liga      | 30         | 5          | 2     | 0     | 6              | 0              | 0      | 0      | 38     | 5      |
| 2019            | FC Dallas (huur) | MLS             | 4          | 0          | 0     | 0     | 0              | 0              | 0      | 0      | 4      | 0      |
| 2019/20         | CSKA Sofia       | Parva Liga      | 8          | 0          | 2     | 1     | 0              | 0              | 0      | 0      | 10     | 1      |
| 2020/21         | Samsunspor       | 1.Lig           | 13         | 1          | 1     | 0     | 0              | 0              | 0      | 0      | 14     | 1      |
| 2020/21         | Boluspor         | 1.Lig           | 11         | 0          | 0     | 0     | 0              | 0              | 0      | 0      | 11     | 0      |
| Carrière totaal | Carrière totaal  | Carrière totaal | 207        | 26         | 20    | 2     | 7              | 0              | 3      | 0      | 237    | 28     |

## Interlandcarrière
Gyasi debuteerde op 5 september 2017 in het Ghanees voetbalelftal, in een WK-kwalificatiewedstrijd in en tegen Congo (1-5 overwinning). Hij viel na 77 minuten in voor Thomas Partey.

## Trivia
- Edwin is de oudere broer van profvoetballer Raymond Gyasi.